# Raión de Alchevsk
Raión de Alchevsk (en ucraniano: Алчевський район) es un raión o distrito de Ucrania en el óblast de Lugansk. La capital es la ciudad de Alchevsk.
Comprende una superficie de 2006,1 km².

## Demografía
Según estimación 2020 contaba con una población total de 442800 habitantes.

## Otros datos
El código KATOTTG es UA44020000000082097.